# Dimitri Champion
Dimitri Champion (La Rochelle, 6 september 1983) is een Frans voormalig wielrenner, beroeps van 2007 tot 2012. In 2009 werd hij verrassend Frans kampioen op de weg. Zijn specialiteit was tijdrijden. 

## Belangrijkste overwinningen
2005
- 4e etappe Ronde van de Elzas
- Frans kampioen Individuele tijdrit op de weg, Beloften
- Chrono des Herbiers (U23)

2006
- Frans kampioen op de weg, Elite z/c

2009
- Circuit des Ardennes
- Ronde van de Finistère
- Frans kampioen op de weg, Elite

## Resultaten in voornaamste wedstrijden
| Jaar | Ronde van Italië | Ronde van Frankrijk | Ronde van Spanje |
| ---- | ---------------- | ------------------- | ---------------- |
| 2007 |                  |                     | buiten tijd      |
| 2008 |                  |                     | 106e             |
| 2009 |                  |                     |                  |
| 2010 |                  | 160e                |                  |
| 2011 |                  |                     | 95e              |
| 2012 |                  |                     |                  |

| Jaar | Milaan-San Remo | Amstel Gold Race | Luik-Bast.‑Luik |  | WK op de weg |  | Wereldranglijsten |
| ---- | --------------- | ---------------- | --------------- |  | ------------ |  | ----------------- |
| 2007 |                 |                  |                 |  |              |  |                   |
| 2008 |                 |                  |                 |  |              |  |                   |
| 2009 |                 |                  |                 |  | 95e          |  |                   |
| 2010 | 84e             | 95e              | 32e             |  |              |  | 259e (UWK)        |
| 2011 |                 |                  |                 |  |              |  |                   |
| 2012 |                 |                  |                 |  |              |  |                   |